# Herzeleid
«Herzeleid» (нім. «Скорбота») — дебютний альбом німецького рок-гурту «Rammstein».

## Виробництво
Перший альбом «Rammstein» створювали у важких умовах. Першою проблемою було знайти відповідного продюсера для альбому. Спочатку це був Ґреґ Гантер, однак йому забракло ентузіазму до цього. Тоді музиканти звернулися до Якоба Гелльнера, який був продюсером крім усього іншого у «Clawfinger». «Rammstein» запросили його на концерт в Гамбурзі в грудні 1994 року. Після шести побачених живих виступів, Гелльнер згодився бути їхнім продюсером. «Rammstein» вилетіли до Швеції, аби записати альбом там. У «Polar Studios», побудованій «ABBA», відбулася перша репетиція, але вони відчували себе ніяково і через тиждень записувалися в приватній студії Якоба Гелльнера.
Через три місяці записи були готові. «Rammstein» представили їх продюсеру Якобу Гелльнеру, його звукооператорові та асистентові Карлу-Міхаелю Герлеффзону. Ріхард Круспе був єдиним, хто був присутній при мікшуванні. Йому не подобалося те, що виходило при цьому, тож він вирішив скликати «кризове» засідання в Берліні. Там були присутні інші члени групи, продюсер Якоб Гелльнер, менеджер Емануель Фіалік і представник звукозаписної компанії «Motor Music». Вони вирішили змінити звукооператора Герлеффзона на нідерландця Рональда Прента. Після цієї зміни результат роботи задовольнив музикантів і у вересні 1995
перший альбом побачив світ.

## Обкладинка
На обкладинці альбому «Herzeleid» зображено квітку, яка нагадує про вогонь, завжди присутній на концертах «Rammstein». Схожу квітку зображено також на обкладинці синглу «Du riechst so gut 98». На передньому плані — власне учасники гурту із голими торсами. Буклет містить поряд з текстами пісень (частково французькою мовою) портрети до кожного з шести учасників.
Критики звинуватили гурт у спробі показати себе як «пануючу расу». «Rammstein» відкидали такі відгуки. Згодом в інтерв'ю вокаліст Тілль Ліндеманн називав обкладинку «Бройлерфотом» («бройлер» — смажена курка). Ріхард Круспе доповнив, що фото робили без роздумів про наслідки. Згодом було зроблено іншу обкладинку без фонової квітки і оголених торсів.

## Успіх
Альбом піднімався у німецьких чартах аж до 6 місця, згодом отримав платину. В Австрії та Швейцарії посідав 11 і 20 місцях, у Нідерландах і Франції — 72 і 85. У всьому світі альбом продали понад 1,5 млн разів.
Перші два сингла «Du riechst so gut» і «Seemann» 1995 і 1996 року, залишалися без успіху в чартах. Перевипущенний сингл «Du riechst so gut» в 1998 році сягав 16 місце в Німеччині. В Австралії 2001 року вийшов сингл «Asche zu Asche», який теж не здобув успіху.

## Композиції
| #   | Назва                                                                              | Тривалість |
| --- | ---------------------------------------------------------------------------------- | ---------- |
| 1.  | «Wollt ihr das Bett in Flammen sehen?» («Чи бажаєте ви побачити ліжко у полум'ї?») | 5:17       |
| 2.  | «Der Meister» («Господар»)                                                         | 4:08       |
| 3.  | «Weißes Fleisch» («Біла плоть»)                                                    | 3:35       |
| 4.  | «Asche zu Asche» («Попіл до попелу»)                                               | 3:51       |
| 5.  | «Seemann» («Моряк»)                                                                | 4:48       |
| 6.  | «Du riechst so gut» («Ти пахнеш так добре»)                                        | 4:49       |
| 7.  | «Das alte Leid» («Старий біль»)                                                    | 5:44       |
| 8.  | «Heirate mich» («Виходь за мене заміж»)                                            | 4:44       |
| 9.  | «Herzeleid» («Скорбота»)                                                           | 3:41       |
| 10. | «Laichzeit» («Нерест»)                                                             | 4:20       |
| 11. | «Rammstein» («Раммштайн»)                                                          | 4:25       |

### «Weißes Fleisch»
Пісня починається зі слів: «Ти на шкільному подвір'ї 

Я готовий убивати 

І тут ніхто не знає 

Про мою самотність»
В цьому місці пісня підпала під цензуру, тож замість «шкільного подвір'я» і «вбивати» лунав гудок.

### «Heirate mich»
Пісня розповідає про некрофіла, який торік утратив дружину. Він щоночі приходить на цвинтар, аби викопати її з могили та зайнятися статевими зносинами. У приспіві повторюється тричі («Hei-, Hei-, Hei!»), що критики інтерпретували як «Heil, Heil, Heil!». Після цього «Rammstein» почали часто звинувачувати в нацизмі.

### «Rammstein»
Одна з перших пісень гурту. У ній ідеться про авіакатастрофу, яка відбулася 28 серпня 1988 року в місті Рамштайні на авіашоу американських ВПС. Загинуло 70 чоловік.
На концертах під час цієї пісні, вокаліст Тілль Ліндеманн співав з палаючим плащем. На деяких концертах у США «Mutter»-туру, Флак підпалював Тілля, у того спалахувала нога, потім Флак брав вогнегасник, але з нього вискакував вогонь. Тілль падав на підлогу, включалося світло, приходили асистенти і схилялися над Тіллем. Потім вони йшли за лаштунки, Тілль вставав, знімав маску і продовжував співати. Пізніше «Rammstein» відмовилися від цього, тому що їм доводилося іноді заспокоювати публіку. Але у «Reise, Reise»-турі було використано метальники вогню, які прикріплювали до рук виконавця.

## Сингли
- «Du Riechst So Gut» (1995)
- «Seemann» (1996)
- «Du riechst so gut '98» (1998)
- «Asche zu Asche» (2001)

## Відеокліпи
- «Du riechst so gut»
- «Seemann»
- «Rammstein» (Саундтрек до фільму «Загублене шосе»).
- «Du riechst so gut '98»

## Тур
«Rammstein» ще до виходу альбому давав невеликі концерти.

### 1995
Після виходу альбому у жовтні — на початку листопада гурт виступав на розігріві у «Project Pitchfork» (15 концертів), згодом — у «Clawfinger» (2 концерти закордоном). Після цього, у грудні «Rammstein» зробив самостійний тур Німеччиною (17 концертів).

### 1996
У січні «Rammstein» виступав на розігріві у «Clawfinger» (3 концерти), в другій половині січня — у «Ramones» з прощальним туром (8 концертів). Потім «Rammstein» робить самостійний тур Німеччиною за підтримки «DJ KOM» (14 концертів), «Farmer Boys» і «Mink Stole» (21 концертів). 27 березня «Rammstein» запросили в Лондон на «MTV», де вони виконали: «Wollt ihr das Bett in Flammen sehen?» і «Du riechst so gut». «Rammstein» виступав на 4 літніх фестивалях «Biesenthal», «6th Motorcycle Jamboree»; «Ilmenau», «Ilmenauer Rocksommer»; «Nortrup»; «Köln», «Bizarre-Festival»). Потім зробили самостійний тур Німеччиною, Австрією та Швейцарією за підтримки «Secret Discovery» (13 концертів). 27 вересня на честь 100 концерту в Берліні гурт дав концерт, який називався «100 Jahre Rammstein» («100 років Rammstein»). На цьому концерті під час пісні «Heirate mich» впала палаюча вивіска, після чого «Rammstein» почали наймати професійних піротехників.

### 1997
Самостійний тур Німеччиною, Австрією та Швейцарією за підтримці «Eskimo & Egypts» (17 концертів). Згодом «Rammstein» виступав на літніх фестивалях.